# Osaka-Marathon

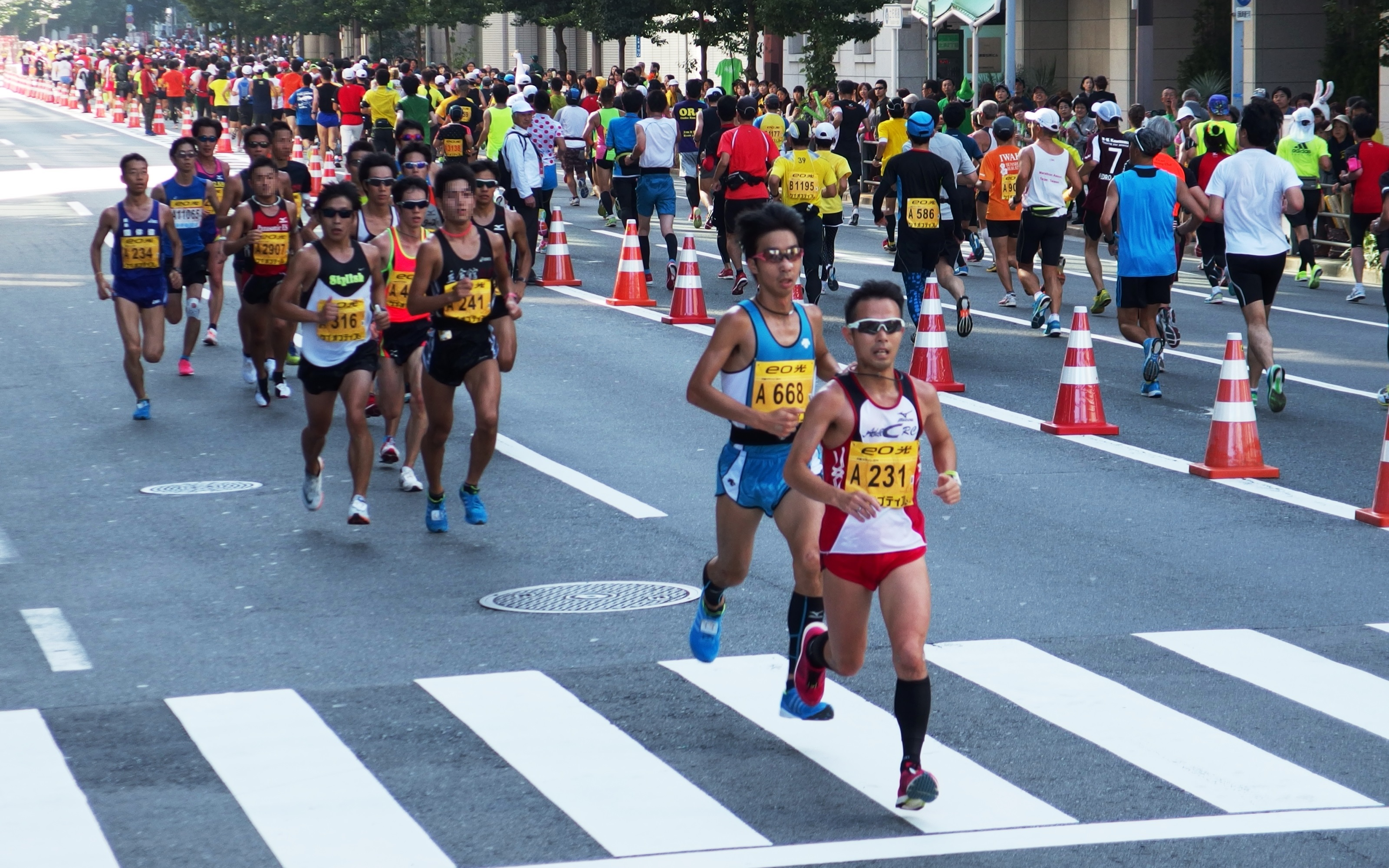
Ōsaka-Marathon 2014

Der Osaka-Marathon (jap. 大阪マラソン, Ōsaka Marason) ist ein Marathon, der seit 2011 im Herbst in Osaka stattfindet. Er wird von der Präfektur Osaka, der Stadt Osaka und dem Leichtathletikverband Osaka organisiert.

## Strecke
Der Start ist westlich des Parks, der die Burg Ōsaka umgibt. Von da aus geht es zunächst nach Süden, dann nach Westen und nach fünf Kilometern auf eine Wendepunktstrecke, die am Verwaltungsgebäude der Präfektur Osaka vorbei zur Burg zurückführt. Danach läuft man nach Westen auf einer weiteren Wendepunktstrecke zum Osaka Dome. Die zweite Hälfte des Kurses führt südlich am Wahrzeichen Tsūtenkaku vorbei und biegt dann nach Westen ab zum Ziel am Intex Osaka.

## Statistik

### Streckenrekorde
- Männer: 2:07:31 h, Gaku Hoshi (JPN), 2022
- Frauen: 2:26:29 h, Aberu Mekuria (ETH), 2019

### Siegerliste
| Datum         | Männer                 | Nation    | Zeit    | Frauen                   | Nation    | Zeit    |
| ------------- | ---------------------- | --------- | ------- | ------------------------ | --------- | ------- |
| 27. Feb. 2022 | Gaku Hoshi             | Japan     | 2:07:31 | Misato Horie             | Japan     | 2:32:10 |
| 1. Dez. 2019  | Asefa Tefera           | Äthiopien | 2:07:47 | Aberu Mekuria            | Äthiopien | 2:26:29 |
| 25. Nov. 2018 | Charles Munyeki        | Kenia     | 2:14:11 | Souad Kanbouchia         | Marokko   | 2:31:19 |
| 26. Nov. 2017 | Kaleab Selomon         | Eritrea   | 2:12:03 | Yumiko Kinoshita         | Japan     | 2:34:38 |
| 30. Okt. 2016 | Benjamin Ngandu        | Kenia     | 2:12:47 | Yoshiko Sakamoto         | Japan     | 2:36:02 |
| 25. Okt. 2015 | Daniel Kosgei          | Kenia     | 2:13:46 | Maryna Damanzewitsch -2- | Belarus   | 2:32:28 |
| 26. Okt. 2014 | Jackson Limo Kibet -2- | Kenia     | 2:11:43 | Maryna Damanzewitsch     | Belarus   | 2:33:04 |
| 27. Okt. 2013 | Jackson Limo Kibet     | Kenia     | 2:12:06 | Monica Jepkoech          | Kenia     | 2:39:23 |
| 25. Nov. 2012 | Bat-Otschiryn Ser-Od   | Mongolei  | 2:11:52 | Lidia Șimon -2-          | Rumänien  | 2:33:12 |
| 30. Okt. 2011 | Elijah Kipruto Sang    | Kenia     | 2:12:43 | Lidia Șimon              | Rumänien  | 2:32:48 |